# Tania Sachdev
Tania Sachdev (तानिया सचदेवा, ਤਾਨੀਆ ਸਚਦੇਵਾ, تانیا سچدیو; Delhi, 20 agosto 1986) è una scacchista indiana, maestro internazionale.
Ha vinto tre medaglie di bronzo alle Olimpiadi degli scacchi, è stata campionessa asiatica nel 2007 e due volte campionessa indiana.

## Carriera
Ha partecipato dal 1995 a diversi campionati del mondo giovanili, ottenendo il miglior risultato nel 1998 col terzo posto nel campionato del mondo femminile under-12 di Oropesa del Mar. Nel 2002 vince a Colombo il campionato asiatico juniores femminile. Nel 2006: 3º posto nel campionato del Commonwealth di Mumbai. Nel 2007 vince a Teheran il campionato asiatico femminile. Nel 2019 vince a Nuova Delhi il Commonwealth Chess Championship femminile. Nel 2021 tra settembre e ottobre ottiene l'argento nel Campionato del mondo a squadre in 3a scacchiera per l'India.
Nel 2022 tra luglio e agosto partecipa alle Olimpiadi di Chennai, ottenendo il bronzo di squadra e il bronzo come quarta scacchiera.

## Onorificenze
Nel 2009 ha ricevuto dal Presidente dell'India l'Arjuna Award, massimo riconoscimento sportivo del paese (comprendente una somma in denaro di 500.000 rupie).

## Vita privata
Nel 2008 si è laureata in letteratura inglese, scienze politiche e psicologia presso l'Università di Delhi.